# Llucalcari
Llucalcari és un llogaret del terme municipal de Deià, a Mallorca. Està situat a uns tres quilòmetres del nucli urbà en la carretera cap a Sóller. També se'l coneix com "es Carrer".
El topònim d'aquest petit nucli poblacional és d'origen llatí i àrab, traduint-se com "alqueria del bosc".
Està integrat per una quinzena d'edificacions assentades sobre un replà de la muntanya, a 85 metres d'altura sobre el nivell de la mar. De les cinc antigues torres de defensa en resten tres, les de la Casa d'Amunt, Can Simó i Can Paloni (on des de 1933 hi ha l'hotel Costa d'Or). Hi trobam també una capella de l'any finals del segle xviii dedicada a la Mare de Déu d'Agost.
Baixant per un caminoi que travessa un pinar arribam a una cala de còdols, es Canyeret, on hi ha una font d'aigua dolça i fang amb què els banyistes es cobreixen el cos per mor d'unes suposades propietats terapèutiques; també hi trobam uns escars que antigament foren emprats pels pescadors locals i que ja estan en desús.
El nucli també és conegut per uns xal·lets il·legals que s'hi construïren els anys 80 i que, gràcies a una denúncia del grup ecologista GOB, han de ser demolides.